# Лотф-Али Хан Дагестани
Лотф-Али Хан Дагестани (перс. لطفعلی خان داغستانی‎; неизвестно, предположительно Дагестан — неизвестно) — высокопоставленный сефевидский военачальник и чиновник лезгинского происхождения. Он служил главнокомандующим (сепахсаларом) с 1718 по 1720 год Сефевидского Ирана в должности генерала и губернатором ( Бейлербее) персидского остана Фарс с 22 октября 1717 года по декабрь 1720 года.

## Биография
Назначение Лотф-Али-хана Дагестани в 1717 году бейлербеем Фарса впервые приблизило сферу юрисдикции этой провинции к тому уровню, которая была во время правления Аллахверди-хана более века назад.
Лотф-Али-хан был племянником и зятем великого визиря Сефевидов Фатха-Али-хан Дагистани (годы правления 1716–1720). После заговора против Фатх-Али Хана Лотф-Али Хан в декабре 1720 года, в котором он был ослеплен, Лотф-Али Хан Дагестани был арестован и брошен в тюрьму. Дальнейшая его судьба неизвестна.